# Scaptomyza apicata
Scaptomyza apicata är en tvåvingeart som först beskrevs av Thomson 1869.  Scaptomyza apicata ingår i släktet Scaptomyza och familjen daggflugor. Inga underarter finns listade i Catalogue of Life.